# Lijst van weg - en veldkapellen in Boxmeer
Dit is een onvolledige lijst van veldkapellen in de gemeente Boxmeer. Kapelletjes komen vooral in het zuiden van Nederland voor en werden dikwijls gebouwd ter verering van een heilige.
| Kapel                                               | Adres                                   | Plaats     | Bouwperiode | Architect           | Foto |
| --------------------------------------------------- | --------------------------------------- | ---------- | ----------- | ------------------- | ---- |
| Sint-Antonius Gildekapel                            | Brouwerstraat-Heiveldsestraat           | Beugen     | 1984        |                     |      |
| Kerkhofkapel                                        | Begraafplaats O.L. Vrouwe kerk, centrum | Beugen     |             |                     |      |
| Sint-Rochuskapel                                    | Beugenseweg-Steenstraat                 | Boxmeer    | 1887        |                     |      |
| Mariakapel                                          | Brouwerstraat                           | Boxmeer    | 1984        |                     |      |
| Processiekapel                                      | Het Zand                                | Boxmeer    | 1930        |                     |      |
| Sint-Rochuskapel                                    | Spoorstraat 2                           | Boxmeer    | 18e eeuw    |                     |      |
| Sint-Antonius Abtkapel (Sint Tunnis met ’t verreke) | Voortweg                                | Groeningen | ca. 1960    |                     |      |
| Sint-Antonius en Nicolaaskapel                      | Groeningsestraat 19                     | Groeningen | 15e eeuw    |                     |      |
| Onze-Lieve-Vrouw van Zeven Smartenkapel             | Kapelstraat 1                           | Holthees   | 15e eeuw    | Harrie Janssen      |      |
| Onze-Lieve-Vrouwkapel                               | Op de Weerd                             | Maashees   | 1950        |                     |      |
| Mariakapel                                          | Hogeweg                                 | Maashees   | 1947        | Rector van Helvoort |      |
| Onze-Lieve-Vrouw van de Goede Duikkapel             | Venrayseweg                             | Overloon   | 1954        |                     |      |